# Mark Overgaard Madsen
Mark Overgaard Madsen (* 23. September 1984 in Nykøbing Falster) ist ein dänischer Ringer. Er wurde 2005, 2007, 2009 und 2015 jeweils Vize-Weltmeister im griechisch-römischen Stil im Weltergewicht.

## Werdegang
Mark Overgaard Madsen begann als Jugendlicher im Jahre 1990 in seiner Heimatstadt Nykøbing mit dem Ringen. Er konzentriert sich dabei auf den griechisch-römischen Stil. Seine Trainer waren hauptsächlich Hyllegaard Pedersen, Dan Hyllegaard Pedersen und Szimon Kogut. Der 1,76 Meter große Sportler startet für den BK Thor. Er ist auch in der deutschen Bundesliga bestens bekannt, weil er seit 2007 mehrere Jahre lang für den 1. Luckenwalder SC und seit 2013 für den ASV Mainz 88 an den Start ging bzw. geht. Er ist Student, seinen Lebensunterhalt bestreitet er aber z. Zt. mit dem Ringen.
Seine internationale Ringerlaufbahn begann mit 15 Jahren, als er bei den Nordischen Juniorenmeisterschaften der Altersgruppe "Cadets" in der Gewichtsklasse bis 50 kg den 2. Platz belegte. In den folgenden Jahren startete er bis zum Jahre 2004 bei vielen Junioren-Welt- und -europameisterschaften. Die größten Erfolge, die er dabei erzielte, waren der Gewinn des Vize-Europameistertitels im Jahre 2001 in der Altersgruppe „Juniors“ in Izmir im Federgewicht und der Gewinn des Europameistertitels im Jahre 2004 in Murska Sobota.
2002 wurde er erstmals dänischer Meister bei den Senioren im Weltergewicht, der Gewichtsklasse, in der er bei internationalen Meisterschaften ausschließlich startete und wurde daraufhin im September 2002 bei der Weltmeisterschaft der Senioren in Moskau eingesetzt. Er kam dort im Weltergewicht auf den 14. Platz. Bei der Weltmeisterschaft 2003 in Créteil verlor er gegen Konstantin Schneider aus Deutschland und T. C. Dantzler aus den Vereinigten Staaten und landete auf dem 30. Platz. Im Jahre 2004 versuchte er sich für die Olympischen Spiele in Athen zu qualifizieren. Er erreichte bei den Qualifikations-Turnieren in Novi Sad und in Taschkent aber nur die Plätze 22 und 6, die für einen Startplatz in Athen nicht ausreichten.
Im Jahre 2005 gelang Mark Overgaard Madsen ein enormer Leistungssprung. Das zeigte sich bei der Weltmeisterschaft dieses Jahres in Budapest. Er erreichte dort mit Siegen über Edwin Tomas Abreu, Dominikanische Republik, Marko Yli-Hannuksela, Finnland, Ilgar Abdulow, Aserbaidschan und Reto Bucher, Schweiz, das Finale, in dem er allerdings gegen Warteres Samurgaschew aus Russland eine Punktniederlage hinnehmen musste (1:2 Runden, 3:12 Punkte). Er wurde damit erstmals Vize-Weltmeister. Auch bei der Weltmeisterschaft 2006 in Guangzhou konnte er überzeugen. Er besiegte dort Waldemars Venckaitis, Litauen, Andrejs Afanasjews, Lettland und Reto Bucher, verlor gegen Wolodymyr Schazkych, Ukraine, sicherte sich aber in der Trostrunde mit Siegen über Danijar Kobonow, Kirgisistan und Konstantin Schneider eine Bronzemedaille.
2007 siegte er bei der Europameisterschaft in Sofia über Adam Juretzko aus Deutschland und Ilja Schafran aus Israel, verlor aber gegen Arsen Dschulfalakjan aus Armenien und erreichte nur den 8. Platz. Bei der Weltmeisterschaft dieses Jahres in Baku lief es für ihn aber wieder bedeutend besser. Er siegte dort über Ilgar Abdulow, Sergio Solonikis, Griechenland, Konstantin Schneider, Christophe Guénot, Frankreich und Julian Kwit, Polen und stand damit wieder im Finale. In diesem unterlag er gegen Jawor Janakiew aus Bulgarien und wurde damit wieder Vize-Weltmeister.
Als Vize-Weltmeister war er bei den Olympischen Spielen 2008 in Peking automatisch startberechtigt. Er verlor in Peking aber gleich seinen ersten Kampf gegen Warteres Samurgaschew, schied damit aus und kam nur auf den enttäuschenden 19. Platz. Im Jahre 2009 fand er in die Erfolgsspur zurück. Bei der Weltmeisterschaft 2009 in Herning/Dänemark siegte er über Justin Harry Lester aus den Vereinigten Staaten, Rafiq Hüseynov, Aserbaidschan, Henri Esko Välimäki, Finnland und Farshad Alizadeh Kalehkeshi, Iran. Im Finale musste er sich aber wieder geschlagen geben. Gegen Selçuk Çebi aus der Türkei verlor er in diesem ziemlich klar nach Punkten (0:2 Runden, 0:7 Runden). Damit wurde er zum drittenmal Vize-Weltmeister.
In den Jahren 2010 und 2011 war er weniger erfolgreich. 2012 konnte er sich in Sofia beim Qualifikationsturnier für die Olympischen Spiele in London mit einem 2. Platz für diese Spiele qualifizieren. In Londen verlor er seinen ersten Kampf gegen den amtierenden Weltmeister Roman Wlassow aus Russland nach Punkten. Er gewann dabei sogar eine Runde, musste sich aber letztendlich mit 1:2 Runden und 2:5 Punkten knapp geschlagen geben. In der Trostrunde siegte er über Christophe Guénot, unterlag dann aber im Kampf um eine olympische Bronzemedaille gegen Aleksandr Kazakevič aus Litauen. Er belegte damit den 5. Platz.
Mark Overgaard Madsen setzte seine Karriere auch im Jahre 2013 fort und belegte bei der Weltmeisterschaft dieses Jahres in Budapest mit Siegen über Hadi Alizadeh Pournia, Iran, Takehiro Kanakubo, Japan und Jawor Janakiew und Niederlagen gegen Roman Wlassow und Arsen Dschulfalakjan einen guten 5. Platz.
2014 gewann er in Vantaa/Finnland erstmals eine Medaille bei Europameisterschaften. Im Weltergewicht, dessen Gewichtslimit seit 1. Januar 2014 bei 75 kg liegt, belegte er den 3. Platz.
Im Mai 2015 siegte Mark Madsen bei der Nordischen Meisterschaft in Bodø/Norwegen in der Gewichtsklasse bis 80 kg vor dem Schweden Alexander Jersgren. Bei den 1. Europäischen Spielen 2015 in Baku startete er wieder in der Gewichtsklasse bis 75 kg, schied dort aber im Viertelfinale nach einer Niederlage gegen Dimitri Pyschkow aus und belegte nur den 7. Platz. Umso erfolgreicher war er bei der Weltmeisterschaft dieses Jahres in Las Vegas. Er kämpfte sich dort in der Gewichtsklasse bis 75 kg mit vier Siegen bis in das Finale vor, in dem er allerdings gegen Roman Wlassow verlor. Er wurde damit zum viertenmal in seiner Laufbahn Vize-Weltmeister.

## Internationale Erfolge
| Jahr | Platz | Wettbewerb                                               | Gewichtsklasse | Ergebnisse |
| 1999 | 02.   | Nordische Juniorenmeisterschaft (Cadets)                 | bis 50 kg      | hinter Matti Kettunen, Finnland |
| 1999 | 20.   | Junioren-WM in Nykøbing (Cadets)                         | bis 50 kg      | Sieger: Emin Baschirow, Aserbaidschan vor Alexanker Prokapowitsch, Belarus und Matti Kettunen |
| 2000 | 01.   | Nordische Juniorenmeisterschaft (Cadets)                 | bis 58 kg      | vor Morten Johanneson, Dänemark |
| 2000 | 06.   | Junioren-EM (Cadets) in Bratislava                       | bis 58 kg      | Sieger: Lascha Lomadse, Georgien vor Ernö Okner, Ungarn |
| 2001 | 01.   | Nordische Juniorenmeisterschaft (Cadets) in Kristiansund | bis 69 kg      | vor Jonne Jokela, Finnland |
| 2001 | 02.   | Junioren-EM (Juniors) in Izmir                           | Feder          | hinter Omar Bakuridse, Georgien, vor Emre Cömlekcioglu, Türkei |
| 2002 | 02.   | Nordische Meisterschaft in Herning/Dänemark              | Welter         | hinter Juha Lappalainen, Finnland, vor Tommy Lundell, Schweden |
| 2002 | 01.   | Nordische Juniorenmeisterschaft (Juniors) in Randers     | Leicht         | vor Margus Udekuell, Estland und Marko Tuomela, Finnland |
| 2002 | 06.   | Junioren-EM (Juniors) in Subotica                        | Leicht         | Sieger: Selçuk Çebi, Türkei vor Oleg Popenin, Russland und Elisbar Muchatadse, Georgien |
| 2002 | 14.   | WM in Moskau                                             | Welter         | nach Niederlage gegen Michal Jaworski, Polen und Sieg über Sixto Barrera Ochoa, Peru |
| 2003 | 01.   | Nordische Juniorenmeisterschaft (Juniors) in Oslo        | Welter         | vor Mats Rolfsen, Norwegen und Tino Orell, Finnland |
| 2003 | 18.   | Junioren-WM (Juniors)                                    | Welter         | Sieger: Park Jin-sung vor Otari Phewadse, Georgien |
| 2003 | 37.   | WM in Créteil                                            | Welter         | nach Niederlagen gegen Konstantin Schneider, Deutschland und T. C. Dantzler, USA |
| 2004 | 03.   | "Dave-Schultz"-Memorial in Colorado Springs              | Welter         | hinter Darryl Christian und T. C. Dantzler, beide USA |
| 2004 | 22.   | Olympia-Qualif.-Turnier in Novi Sad                      | Welter         | Sieger: Filiberto Ascuy Aguilera, Kuba vor Aleksandr Doxturishvili, Usbekistan |
| 2004 | 06.   | Olympia-Qualif.-Turnier in Taschkent                     | Welter         | Sieger: Tamas Berzicza, Ungarn vor Danijar Kobonow, Kirgisistan |
| 2004 | 11.   | EM in Haparanda                                          | Welter         | nach Sieg über Dalibor Busic, Serbien und einer Niederlage gegen Mohammad Babulfath, Schweden |
| 2004 | 01.   | Nordische Meisterschaft in Porvoo                        | Welter         | vor John 'Aris Levi San Pedro, Schweden |
| 2004 | 02.   | Großer Preis von Deutschland in Dortmund                 | Welter         | hinter Adam Juretzko, Deutschland, vor Bachodir Kurbanow, Usbekistan und Alim Selimow, Belarus |
| 2004 | 01.   | Junioren-EM in Murska Sobota (Juniors)                   | Welter         | vor Nikolai Daragan, Ukraine, Otari Phewadse, Georgien und Jan Fischer, Deutschland |
| 2004 | 01.   | Thor-Masters in Nykøbing                                 | Welter         | vor Frank Salomon, Deutschland und Ansor Wagapow, Dänemark |
| 2005 | 14.   | EM in Warna                                              | Welter         | nach Sieg über Reto Bucher, Schweiz und einer Niederlage gegen Adam Juretzko, Deutschland |
| 2005 | 01.   | Nordische Meisterschaft in Narvik                        | Welter         | vor Valtteri Moisio, Finnland und Tommy Lundell, Schweden |
| 2005 | 11.   | Großer Preis von Deutschland in Dortmund                 | Welter         | Sieger: Adam Juretzko vor Andras Horvath, Ungarn und Konstantin Schneider |
| 2005 | 02.   | WM in Budapest                                           | Welter         | nach Siegen über Edwin Tomas Abreu, Dominikanische Republik, Marko Yli-Hannuksela, Finnland, Ilgar Abdulow, Aserbaidschan und Reto Bucher und einer Niederlage gegen Warteres Samurgaschew, Russland        |
| 2006 | 01.   | Nordische Meisterschaft 2006                             | Welter         | vor Joakim Aardalen, Norwegen und Marko Tuomela, Finnland |
| 2006 | 03.   | WM in Guangzhou                                          | Welter         | nach Siegen über Valdemaras Venckaitis, Litauen, Andrejs Afanasjevs, Lettland, Reto Bucher, Daniar Kobonow, Kirgisistan und Konstantin Schneider und einer Niederlage gegen Wolodymyr Schazkych, Ukraine    |
| 2007 | 01.   | Thor-Masters in Nykøbing                                 | Mittel         | vor Brian Jörgensen, Dänemark und Pedro J. Garcia, Spanien |
| 2007 | 08.   | EM in Sofia                                              | Welter         | nach Siegen über Adam Juretzko und Ilja Schafran, Israel und eine Niederlage gegen Arsen Dschulfalakjan, Armenien                                                                                           |
| 2007 | 02.   | WM in Baku                                               | Welter         | nach Siegen über Ilgar Abdulow, Sergios Solonikis, Griechenland, Konstantin Schneider, Julian Kwit, Polen und einer Niederlage gegen Jawor Janakiew, Bulgarien                                              |
| 2008 | 01.   | Thor-Masters in Nykøbing                                 | Mittel         | vor Rene Zimmermann, Deutschland und Lennie Persson, Schweden |
| 2008 | 01.   | Nordische Meisterschaft in Kolbotn                       | Welter         | vor Henri Esko Välimäki, Finnland und John Aris Levi San Pedro, Schweden |
| 2008 | 19.   | OS in Peking                                             | Welter         | nach einer Niederlage gegen Warteres Samurgaschew (0:2 Runden, 1:7 Punkte) |
| 2009 | 09.   | Großer Preis von Deutschland in Dortmund                 | Welter         | Sieger: Adam Juretzko vor Aleksandr Kazakevič, Litauen und Konstantin Schneider |
| 2009 | 02.   | WM in Herning/Dänemark                                   | Welter         | nach Siegen über Justin Harry Lester, USA, Rafiq Hüseynov, Aserbaidschan, Henri Esko Välimäki und Farshad Alizadeh Kalehkeshi, Iran und einer Niederlage gegen Selçuk Çebi, Türkei (0:2 Runden, 0:7 Punkte) |
| 2010 | 01.   | Thor-Masters in Nykøbing                                 | Welter         | vor Marcus Thätner, Deutschland und Robert Rosengren, Schweden |
| 2010 | 07.   | Welt-Cup in Jerewan                                      | Welter         | Sieger: 'Arsen Dschulfalakjan vor Mayli Paul Consuegra Panfe, Kuba |
| 2010 | 01.   | Nordische Meisterschaft in Nykøbing                      | Welter         | vor Valtteri Moisio und Henri Esko Välimäki |
| 2011 | 05.   | Großer Preis von Spanien in Madrid                       | Mittel         | Sieger: Artur Schahinjan, Armenien vor Damian Janikowski, Polen |
| 2011 | 30.   | WM in Istanbul                                           | Welter         | nach einer Niederlage gegen Alexander Kikinow, Belarus |
| 2011 | 01.   | "Henri-Deglane"-Challenge in Nizza                       | Welter         | vor Ilja Magomadow, Russland und Franck Hassli, Frankreich |
| 2011 | 08.   | FILA-Test-Turnier in London                              | Welter         | Sieger: Alexander Chechirkin, Russland vor Dimitri Pyschkow, Ukraine |
| 2012 | 02.   | Thor-Masters in Nykøbing                                 | Welter         | hinter Roman Wlassow, Russland, vor Timo Badusch, Deutschland |
| 2012 | 03.   | Golden-Grand-Prix in Szombathely                         | Welter         | hinter Martin Szabo, Ungarn und Bozo Starcevic, Kroatien |
| 2012 | 02.   | Olympia-Qualif.-Turnier in Sofia                         | Welter         | nach Siegen über Yauhen Bachko, Belarus, Florian Marchl, Österreich und Ilian Georgiew, Bulgarien und einer Niederlage gegen Surab Datunaschwili, Georgien                                                  |
| 2012 | 02.   | "Wladyslaw-Pytlasinski"-Memorial in Ratibor              | Welter         | hinter Roman Wlassow, vor Edgar Babajan, Polen und Piotr Przepiorka, Polen |
| 2012 | 05.   | OS in London                                             | Welter         | nach einer Niederlage gegen Roman Wlassow, einem Sieg über Christophe Guénot, Frankreich und einer Niederlage gegen Aleksandr Kazakevič                                                                     |
| 2012 | 02.   | Golden-Grand-Prix in Baku                                | Welter         | hinter Dimitri Pyschkow, Ukraine, vor Elvin Mursalijew, Aserbaidschan und Imil Scharafetdinow, Russland |
| 2013 | 01.   | Thor-Masters in Nykøbing                                 | Welter         | vor Valtteri Moisio und Henri Esko Välimäki |
| 2013 | 05.   | Dan Kolow & Nikola Petrow-Memorial in Plowdiw            | Welter         | hinter Jawor Janakiew, Pascal Eisele, Deutschland, Ilian Georgiew, Bulgarien und Nonas Bossert, Schweiz |
| 2013 | 01.   | Golden-Grand-Prix in Szombathely                         | Welter         | vor Neven Žugaj, Kroatien, Bozo Starcevic und Manuchar Tschadaia, Georgien |
| 2013 | 14.   | EM in Tiflis                                             | Welter         | nach einem Sieg über Ionel Pușcașu, Rumänien und einer Niederlage gegen Nikolai Daragan |
| 2013 | 05.   | WM in Budapest                                           | Welter         | nach Siegen über Hadi Alizadeh Pournia, Iran, Takehiro Kanakubo, Japan und Jawor Janakiew und Niederlagen gegen Roman Wlassow und Arsen Dschulfalakjan                                                      |
| 2013 | 02.   | Golden-Grand-Prix in Baku                                | Welter         | hinter Rafiq Hüseynov, vor Nikolai Daragan und Uschagi Tschiziaschwili, Georgien |
| 2014 | 01.   | Golden-Grand-Prix in Szombathely                         | Welter         | vor Saeid Mourad Abdvali, Iran, Viktor Nemes, Serbien und Surab Datunaschwili, Georgien |
| 2014 | 03.   | EM in Vantaa/Finnland                                    | Welter         | nach Siegen über Ewrik Nikoghosjan, Frankreich, Dimitri Pyschkow, Ukraine und Viktor Nemes, Serbien, einer Niederlage gegen Arsen Dschulfalakjan und einem Sieg über Robert Rosengren, Schweden             |
| 2014 | 02.   | Großer Preis von Deutschland in Dortmund                 | bis 80 kg      | hinter Aleksandr Kazakevič, Litauen, vor Tadeusz Michalik, Polen und Aslan Atem, Türkei |
| 2015 | 01.   | Nordische Meisterschaft in Bodø/Norwegen                 | bis 80 kg      | vor Alexander Jersgren, Schweden |
| 2015 | 07.   | 1. Europäische Spiele in Baku                            | Welter         | nach Siegen über Karapet Tschaljan, Armenien und Damian Dietsche, Schweiz und einer Niederlage gegen Dimitri Pyschkow                                                                                       |
| 2015 | 02.   | WM in Las Vegas                                          | Welter         | nach Siegen über Jawor Janakiew, Bulgarien, Tarek Abdelsalam, Ägypten, Andrew Bisek, USA und Saeid Mourad Abdvali und einer Niederlage gegen Roman Wlassow                                                  |
| 2015 | 03.   | Golden-Grand-Prix in Baku                                | Welter         | hinter Kim Hyeon-woo, Südkorea und Payam Abseh Saleh Bouyeri Payami, Iran |
| 2016 | 02.   | OS in Rio de Janeiro                                     | bis 75 kg      | hinter Roman Wlassow |

Erläuterungen
- alle Wettkämpfe im griechisch-römischen Stil
- OS = Olympische Spiele, WM = Weltmeisterschaft, EM = Europameisterschaft
- Federgewicht, damals Gewichtsklasse bis 63 kg, Leichtgewicht, damals bis 69 kg, Weltergewicht, bis 74 kg und Mittelgewicht, bis 84 kg Körpergewicht (bis 31. Dezember 2013, seit 1. Januar 2014 gilt eine neue Gewichtsklasseneinteilung durch den Ringer-Weltverband FILA)